# Trent Beretta
Greg Marasciulo (30 de marzo de 1987) es un luchador profesional estadounidense actualmente trabajando para All Elite Wrestling como Trent?. Es conocido por haber trabajado en la WWE bajo el nombre de Trent Barreta desde 2007 hasta 2012. Tras su despido, trabajó de nuevo en empresas del circuito independiente, como Pro Wrestling Guerrilla, Impact Wrestling o New Japan Pro-Wrestling. Entre sus logros, Marasciulo ha ganado en dos ocasiones el Campeonato en Parejas de Florida de la FCW y una vez el Campeonato Mundial Peso Pesado de FIP, lo que le convierte en Campeón Mundial.

## Carrera

### New York Wrestling Connection (2004-2007)
Marasciulo hizo su debut profesional para New York Wrestling Connection (NYWC) el 10 de julio de 2004, bajo el nombre de Plazma siendo derrotado por Dan Berry. El 17 de diciembre de 2005 derrotó a Damien Dragon y a Matt Hyson, obteniendo una oportunidad por el Campeonato Hi-Fi de la NYWC, derrotando al campeón Matt Maverick el 28 de enero de 2006, ganando Marasciulo su primer campeonato. Lo retuvo ante Maverick el 25 de febrero, pero lo perdió el 18 de marzo ante Mike Spinelli. A pesar de esto, el 20 de mayo lo recuperó, pero al día siguiente lo perdió ante Jerry Lynn, recuperándolo el 23 de septiembre. Finalmente, lo perdió el 24 de febrero de 2007 ante Dan Barry.
Tras esto, empezó a hacer pareja con Matt Maverick, empezando un feudo con los Campeones en Pareja de la NYWC Dan Dynasty & Jamie Van Lemer, derrotándoles el 21 de julio de 2007 en una lucha donde también participaron The Angus Brothers (Danny & Billy), ganando Plazma & Maverick los títulos. Los retuvieron el 13 de octubre ante los excampeones y el 17 de octubre ante Prince Nana & Mega AND y The Angus Brothers (Danny & Billy), pero lo perdieron el 17 de diciembre ante MEGA & Prince Nana. Sin embargo, esa misma noche, Marasciulo derrotó a Quiet Storm, ganando el Campeonato Peso Pesado de la NYWC, pero lo dejó vacante esa misma noche al anunciar que había firmado un contrato con la WWE.

### World Wrestling Entertainment / WWE (2007-2013)

#### Territorio de desarrollo (2007-2009)
En ese entonces, Greg Marasciulo tuvo combates de prueba de WWE durante agosto de 2007-enero de 2008, bajo el nombre de Greg Cardona. Firmó un contrato con la WWE y comenzó a luchar en Florida Championship Wrestling (FCW) bajo el nombre de Greg Jackson. Sin embargo aquel nombre más tarde fue cambiado a Trent Baretta y después ajustado a Trent Beretta. También luchó con una máscara como The Girl From Mexico en un intento de convertirse en la primera Reina de FCW pero fue eliminado en la segunda ronda por Angela Fong. También empezó a hacer pareja con Caylen Croft bajo el nombre de The Dudebusters, ganando el 30 de abril de 2009 el Campeonato de Florida en Parejas de la FCW al derrotar a Johnny Curtis & Tyler Reks. Retuvieron el título durante 84 días, perdiéndolo el 23 de julio ante Kris Logan & PJ Black. A finales de 2009 se les unió Curt Hawkins, derrotando Hawkins y Croft a The Rotundos (Duke & Bo Rotundo) el 19 de noviembre de 2009, ganando el Campeonato de Florida en Parejas de la FCW. Más tarde, usarían la Freebird Rule, por lo que Trent Beretta fue declarado campeón junto a Hawkins y Croft. El 14 de enero de 2010, Croft & Barreta perdieron el campeonato ante The Fortunate Sons (Joe Hennig & Brett DiBiase). Durante su reinado, fue subido junto a Croft al plantel principal.

#### 2009-2013
En la edición del 1 de diciembre de ECW, Trent Barreta (usando otra ortografía del nombre Barreta) junto con su compañero de la FCW, Caylen Croft, debutaron como heels, derrotando a competidores locales en una lucha en equipos. Luego fue cambiado a la marca SmackDown!, debido al cierre de ECW, debutando el 27 de febrero, perdiendo ante Cryme Tyme. Luego se enfrentaron a The Hart Dinasty perdiendo la lucha.
Perdieron varias luchas en parejas contra diversos equipos. Luego de una mala racha, los Dudebusters pasaron a face, al vencer a Curt Hawkins y Vance Archer en varias ocasiones en WWE Superstars. El equipo se disolvió cuando Caylen Croft, fue despedido de la WWE. Después de esto inició un feudo con Curt Hawkins saliendo victorioso. En la edición del 31 de diciembre de SmackDown! se lesionó del tobillo en una lucha contra Drew McIntyre con él quien tuvo feudo ya que a Kelly Kelly no le gustaba que McIntyre fuera agresivo. Después de eso siguió luchando en WWE Superstars con una racha larga de derrotas como contra Jack Swagger, Jinder Mahal, Ted DiBiase Jr, Wade Barrett y entre otros más. En 2011, comenzó a aparecer en WWE NXT donde formó pareja con Yoshi Tatsu en su feudo con Curt Hawkins & Tyler Reks. Al mismo tiempo también entró en un feudo con Tyson Kidd ,pero solo tenía derrotas, todo esto sucedió en Superstar y en NXT. Después de varios meses de inactividad, reapareció en las grabaciones de WWE NXT del 9 de agosto derrotando a Johnny Curtis. El 11 de enero de 2013, fue despedido de la WWE.

### Circuito independiente (2013-presente)

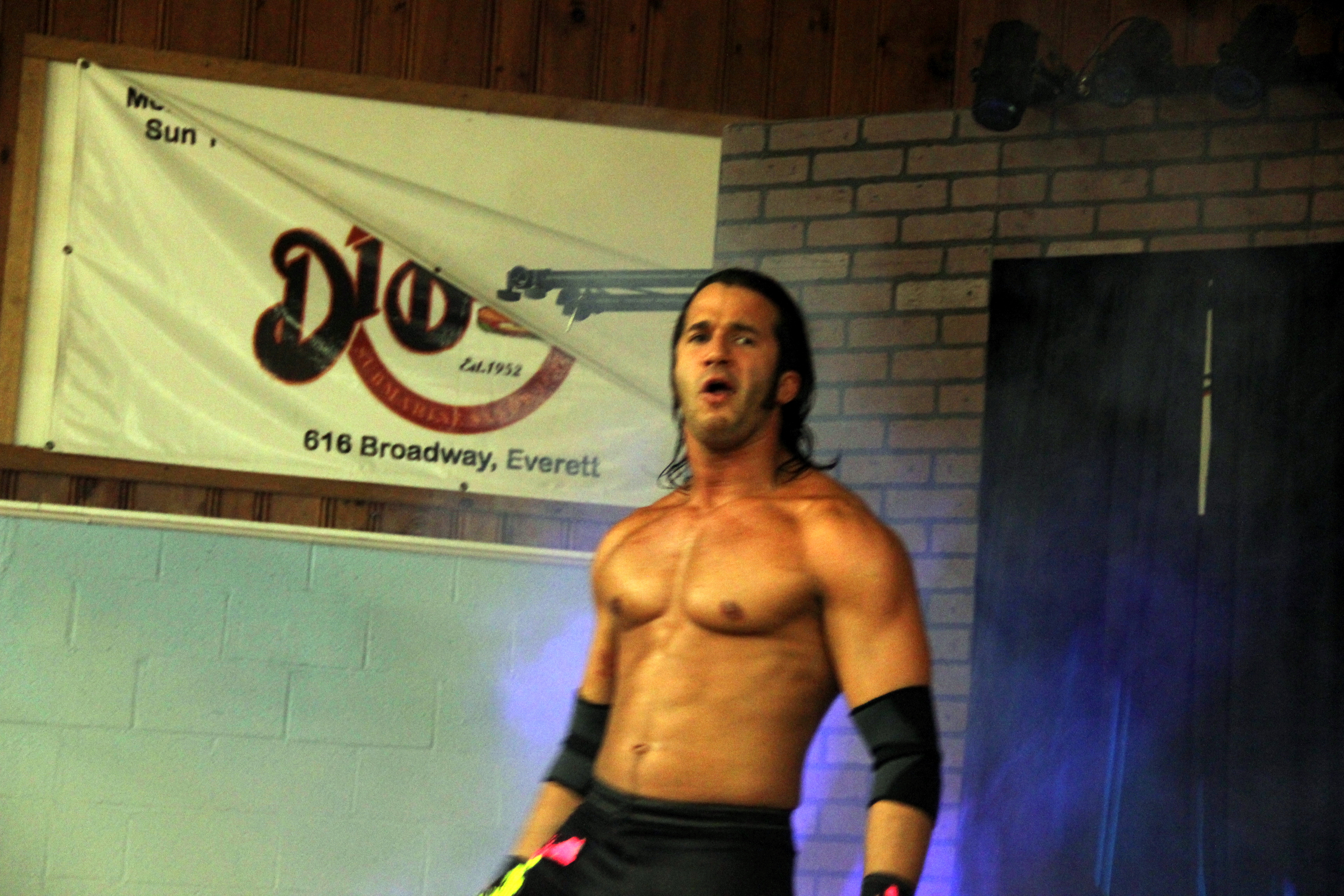
Barreta en 2013 en un evento indy

Tras ser despedido, hizo su primera aparición fuera de la WWE el 18 de enero de 2013, luchando como Trent Barretta en el primer evento de la Hart Legacy Wrestling (HLW) en Calgary, Alberta, Canadá. En el primer combate de la noche luchó junto a Brian Cage, siendo eliminados por El Generico & Samuray del Sol. Ese mismo día, en el evento principal, hizo equipo con Davey Boy Smith, Jr., El Generico, Jack Evans & Samurái del Sol, siendo derrotados por Teddy Hart, Brian Cage, Cam!kaze, Flip Kendrick & Pete Wilson. El 22 de marzo hizo su debut en Pro Wrestling Guerrilla, bajo el nombre de Trent? en el evento All Star Weekend 9 siendo derrotado por Roderick Strong, la noche siguiente fue derrotado por Paul London. El 6 de abril, debutó en la empresa Dragon Gate USA, derrotando a Jon Davis por descalificación. El 3 de mayo, la empresa nipona New Japan Pro-Wrestling anunció que Marasciulo, bajo el nombre de "Barreta", participaría en el torneo 2013 Best of the Super Juniors. Debutó en la promoción el 22 de mayo, luchando junto a Titán contraBushi & Hiromu Takahashi, también participantes del torneo, siendo derrotados. En la primera ronda del torneo, que fue desde el 24 de mayo hasta el 6 de junio, ganó tres de sus ocho combates, acabando el séptimo de los nueve participantes de su bloque. El 5 de julio debutó en la empresa Full Impact Pro en Declaration of Independence, enfrentándose al Campeón Peso Pesado de FIP Jon Davis en un combate titular. Sin embargo, ganó por descalificación, por lo que el título no cambió de manos. Greg Marasciulo hizo su aparición en TNA el 18 de julio de 2013 en el show especial Impact Wrestling: Destination X, bajo su nombre real, derrotando a Rockstar Spud y Rubix clasificando para un Ultimate X Match por el Campeonato de la X Division donde enfrentó a Manik y Sonjay Dutt, lucha que ganó Manik. Finalmente, el 9 de agosto, derrotó a Jon Davis, ganando el Campeonato Mundial Peso Pesado de FIP.
Participó en la edición 2013 del torneo PWG Battle of Los Angeles pero en la primera ronda fue derrotado por Kyle O'Reilly. El 31 de agosto formó equipo con Chuck Taylor y Joey Ryan, siendo conocidos como Best Friend, derrotando a B-Boy, Willie Mack & Tommaso Ciampa. El 12 de octubre debutó en Family Wrestling Entertainment junto a Bandido Jr. en una lucha por los Campeonatos en Pareja de la FWE, pero fueron derrotados. El 15 de octubre, la NJPW anunció que Barreta haría su regreso, esta vez como parte del stable Chaos. El 25 de octubre participó con Brian Kendrick en el 2013 Super Jr. Tag Tournament. Sin embargo, fueron derrotados en la primera ronda por los representantes de Bullet Club The Young Bucks (Matt Jackson and Nick Jackson).
El 31 de enero de 2014, Trent? & Chuck Taylor derrotaron a otros tres equipos, incluyendo Inner City Machine Guns (Rich Swann & Ricochet) en la final, ganando el 2014 Dynamite Duumvirate Tag Team Title Tournament. El 22 de febrero, se enfrentó sin éxito a Johnny Gargano por el Open the Freedom Gate Championship. En marzo de 2014, participó en la promoción alemana Westside Xtreme Wrestling durante el fin de semana del 16 Carat Gold. El segundo día, el 15 de marzo, Trent? & Matt Striker derrotaron a Hot & Spicy (Axel Dieter Jr. and Da Mack) para ganar el wXw World Tag Team Championship. Sin embargo, los perdieron al día siguiente ante los excampeones.

### Pro Wrestling Guerrilla (2013–presente)
Marasciulo, trabajando bajo el nombre de anillo Trent? hizo su debut en PWG en All Star Weekend 9, perdiendo ante Roderick Strong. Luego regresó a PWG en la  2013 Battle of Los Angeles,  perdiendo en la primera ronda contra Kyle O'Reilly. En la segunda noche de BOLA, obtuvo su primera victoria con  Chuck Taylor y Joey Ryan como Mejores Amigos, derrotando a Willie Mack, B-Boy y Tommaso Ciampa en una partida de equipo de seis hombres. El 31 de enero, Trent? y Taylor derrotó a otros tres equipos, incluidos los Inner City Machine Guns (Rich Swann y  Ricochet) en la final, para ganar la Dynamite Duumvirate Tag Team Title Tournament(DDT4). Como resultado de ganar el 2014 DDT4, Trent? y Chuck Taylor recibió una oportunidad en el PWG World Tag Team Championship el 28 de marzo, pero fueron derrotados por los campeones defensores, The Young Bucks (Matt y Nick Jackson). En marzo de 2016 durante PWG's All Star Weekend 12, Trent? recogió su primera victoria individual contra Drew Galloway, luego derrotó a Adam Cole la noche siguiente. En PWG Thirteen, Barreta fue derrotado por su compañero del equipo de etiqueta Chuck Taylor. En Mystery Vortex IV, Barreta derrotó a Candice LeRae. En 2016 en Only Kings Understand Each Other, Barreta derrotó a  Fenix. En Nice Boys (Do not Play Rock N Roll), los Mejores Amigos derrotaron a los Líderes de Leaders Of The New School (Marty Scurll y Zack Saber Jr.) cuando Barreta cubrió al Campeón Mundial de PWG Saber Jr., quien a lo largo de con Scurll los atacó después del partido. Esto llevó a un partido de campeonato en Head Like A Cole, donde Barreta no tuvo éxito. En Man On The Silver Mountain, Barreta fue derrotado por Jeff Cobb.

### Total Nonstop Action Wrestling (2013, 2014)
El 18 de julio, Marasciulo, trabajando bajo su nombre real, hizo su debut para Total Nonstop Action Wrestling (TNA), cuando participó en el  Destino X episodio de  Impact Wrestling . Al entrar en un torneo para determinar el nuevo  X Division Champion, derrotó a Rockstar Spud y  Rubix en su primera ronda de tres vías para avanzar a las finales del torneo. En el episodio del 25 de julio de  Impact Wrestling , fue derrotado por  Manik en un Ultimate X Match que también incluía a Sonjay Dutt para el  X Division Championship. El 12 de abril de 2014, Marasciulo regresó a  TNA bajo el nombre de anillo Ace Vedder en  TNA One Night Only's evento X-Travaganza 2 derrotando  Manik en un partido de individuales para calificar para el partido Ultimate X más tarde esa noche. En el evento principal Low Ki derrotó a Rashad Cameron,  Kenny King, Ace Vedder, Sonjay Dutt y  Tigre Uno en el Ultimate X match para un futuro plano en el TNA X Division Championship.

### New Japan Pro-Wrestling (2013, 2015–2019)

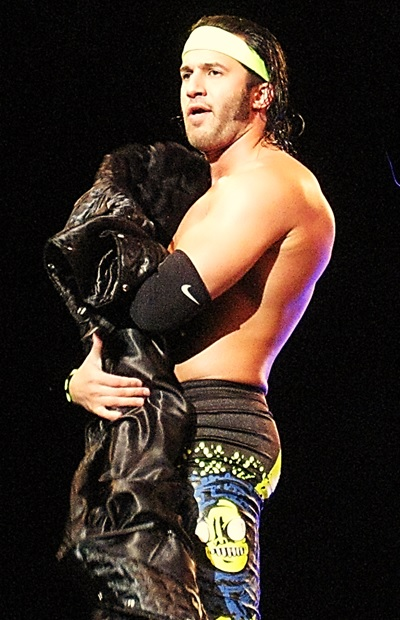
Baretta en una New Japan Pro Wrestling ring en marzo de 2015

El 3 de mayo de 2013, New Japan Pro Wrestling (NJPW) anunció Marasciulo, trabajando simplemente como Beretta, como participante en el 2013 Best of the Super Juniors tournament. Beretta hizo su principio para la promoción el 22 de mayo, haciendo equipo con  Titán en un combate por parejas, donde derrotaron  Bushi. y Hiromu Takahashi En la parte de round-robin del torneo, que se desarrolló del 24 de mayo al 6 de junio, Beretta ganó tres de sus ocho partidos, terminando séptimo de la nueve luchadores en su bloque
En 15 de octubre, NJPW anunció que Beretta, que ahora representa al Chaos, volvería a la promoción el 25 de octubre, formando equipo con Brian Kendrick en el Super Junior Tag Team Championship Tournament. Beretta se asoció con varios compañeros de stable del Chaos en combates por midcard six-man and eight-man tag team matches en la mitad de la carta para el resto de la gira, que duró hasta el 6 de noviembre. 
El 16 de marzo de 2015, NJPW anunció que Beretta volvería a la promoción a fines de ese mes como parte del equipo de etiqueta Roppongi Vice con Rocky Romero. el 22 de marzo, cuando se asoció con Romero y el stable Chaos  Gedo para vencer al Bullet Club (Kenny Omega, Matt Jackson y Nick Jackson) en un six-man tag team match. El 5 de abril en Invasion Attack 2015, Roppongi Vice derrotó a The Young Bucks para ganar el IWGP Junior Heavyweight Tag Team Championship. Perdieron el título de regreso a The Young Bucks el 3 de mayo en Wrestling Dontaku 2015.  Más tarde ese mes, Beretta ingresó en  2015 Best of the Super Juniors,  donde terminó con un récord de cuatro victorias y tres pérdidas, al no poder avanzar a la final del torneo. Después del torneo, Roppongi Vice recibió una revancha por el IWGP Junior Heavyweight Tag Team Championship en un three-way match, que también involucra a reDRagon, pero fueron nuevamente derrotados por The Young Bucks el 5 de julio en Dominion 7.5 en Osaka-jo Hall.

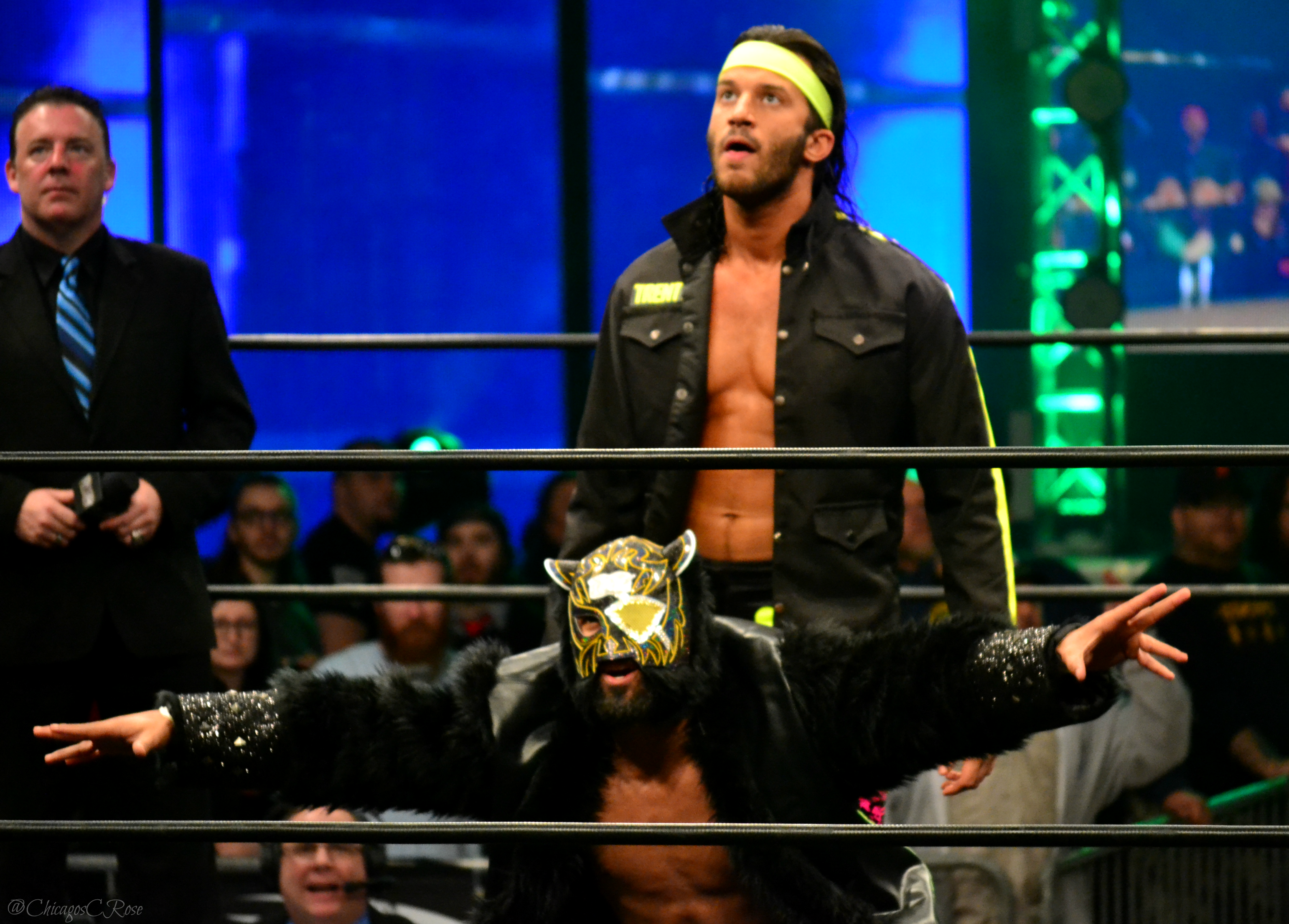
Roppongi Vice en febrero de 2016

El 10 de abril de 2016, en Invasion Attack 2016, Roppongi Vice derrotó a Matt Sydal y Ricochet para ganar el IWGP Junior Heavyweight Tag Team Championship por segunda vez.  Perdieron el título a Sydal y Ricochet el 3 de mayo en Wrestling Dontaku 2016.  El 5 de noviembre en  Power Struggle, Roppongi Vice derrotó a  ACH y Taiji Ishimori en la final de gana el  2016 Super Jr. Tag Tournament.  El 4 de enero de 2017, en Wrestle Kingdom 11 en Tokyo Dome, Roppongi Vice derrotó a The Young Bucks para ganar el IWGP Junior Heavyweight Tag Team Championship por el tercera vez. Perdieron el título de Suzuki-gun ( Taichi y Yoshinobu Kanemaru) en el 45 ° aniversario de NJPW en 6 de marzo,  antes de recuperarlo el 27 de abril.  Perdieron el título de The Young Bucks el 11 de junio en Dominion 6.11 en Osaka-jo Hall.  El 2 de julio en G1 Special in USA, Roppongi Vice desafió sin éxito a The Young Bucks por el título en una revancha. Después, Romero trajo un plan de cinco años que él y Beretta habían hecho tres años antes, que incluía ganar el Campeonato en parejas Peso Completo IWGP y el Torneo de Etiqueta de Super Jr., los cuales ya habían hecho, así como los de Beretta. eventual transición a la división de peso pesado. Al no haber podido recuperar el Campeonato en parejas peso completo en IWGP, Romero le dio a Beretta su bendición para pasar a la división de peso pesado, disolviendo efectivamente el vicepresidente de Roppongi. La despedida de Roppongi Vice tuvo lugar el 16 de septiembre en  Destrucción en Hiroshima, donde derrotaron a Chase Owens del Bullet Club] y  Yujiro Takahashi. Esto llevó al primer partido de singles de Beretta como peso pesado el 24 de septiembre en  Destruction in Kobe, donde derrotó a Takahashi.
El 7 de febrero de 2019, su perfil fue eliminado del sitio web de NJPW.

### Ring of Honor (2015–2019)
El 1 de marzo de 2015, en Ring of Honor  13th Anniversary Show, Rocky Romero anunció que estaba formando un nuevo equipo de etiqueta llamado Roppongi Vice Al día siguiente, Beretta fue sacado de sus eventos programados Evolve y anunció para eventos ROH  Roppongi Vice debutó en ROH el 13 de marzo de 2015, derrotando a The Decade (BJ Whitmer y Jimmy Jacobs). El 14 de marzo de 2016 en ROH tv tapings, ganaron un match de guantelete de siete marcas para determinar el contendiente # 1 para el Campeonato Mundial de Parejas ROH al derrotar a The Young Bucks después de entrar al luchar como el séptimo equipo.
El 10 de marzo en el  15th Anniversary Show, Roppongi Vice no tuvo éxito en capturar el ROH World Tag Team Championship en una pelea de tres vías en Las Vegas Street contra  Los Hardys y The Young Bucks.

### All Elite Wrestling (2019–presente)
El 7 de febrero de 2019, Beretta y Chuckie T. aparecieron en el mitin de Las Vegas de All Elite Wrestling y anunciaron que se unirían a la promoción. El 25 de mayo, Beretta debutó en el inaugural evento de Double or Nothing haciendo equipo con Chuck Taylor quienes derrotaron a Los Güeros del Cielo (Angélico & Jack Evans). El 29 de junio, Taylor apareció evento de Fyter Fest junto con Taylor se clasificaron en la primera ronda del torneo por el Campeonato Mundial en Parejas de AEW quienes derrotaron a  SoCal Uncensored (Frankie Kazarian & Scorpio Sky) y Private Party (Isiah Kassidy & Marq Quen).

## En lucha
- Movimientos finales

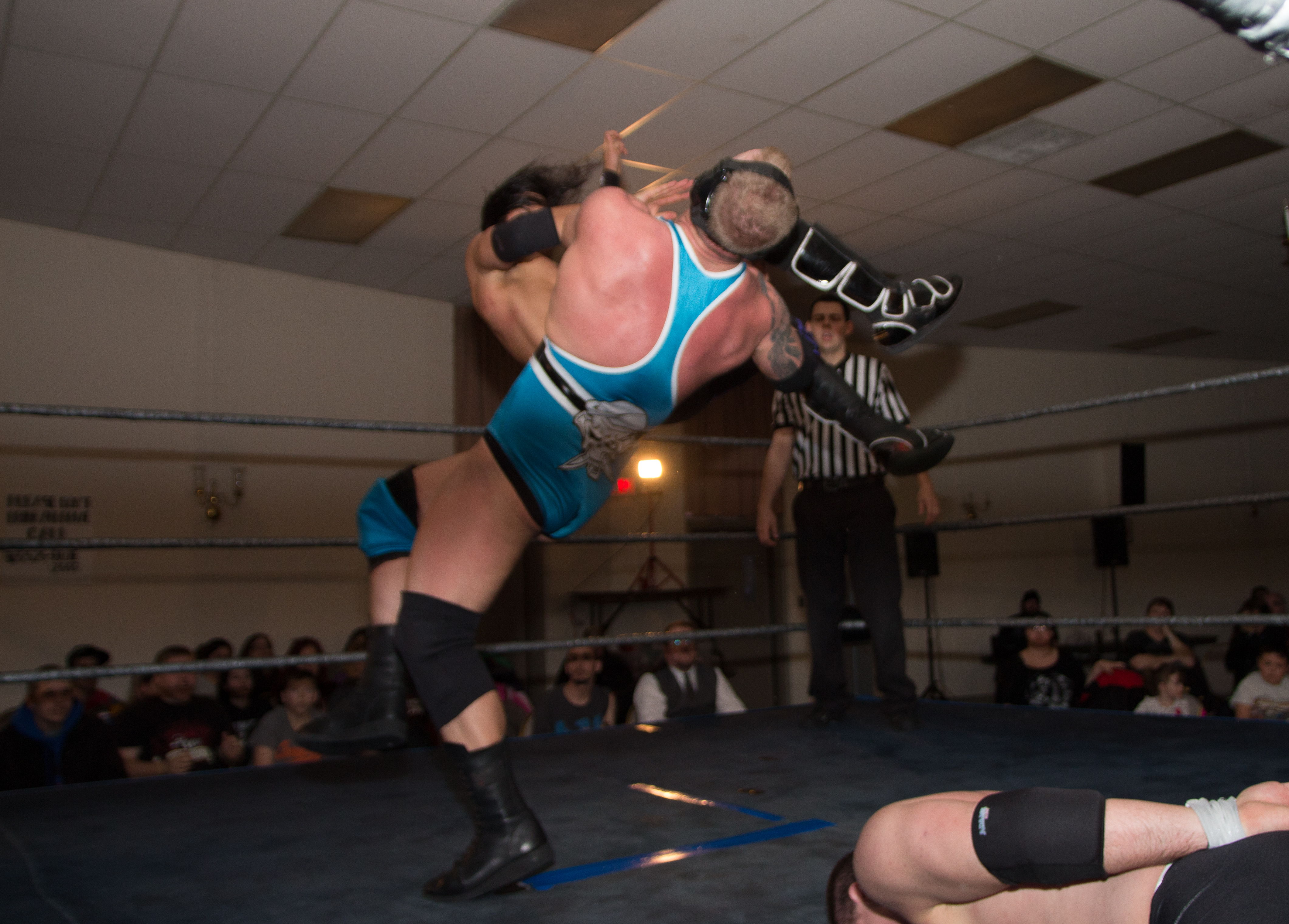
Gobstopper Sobre Josh Alexander

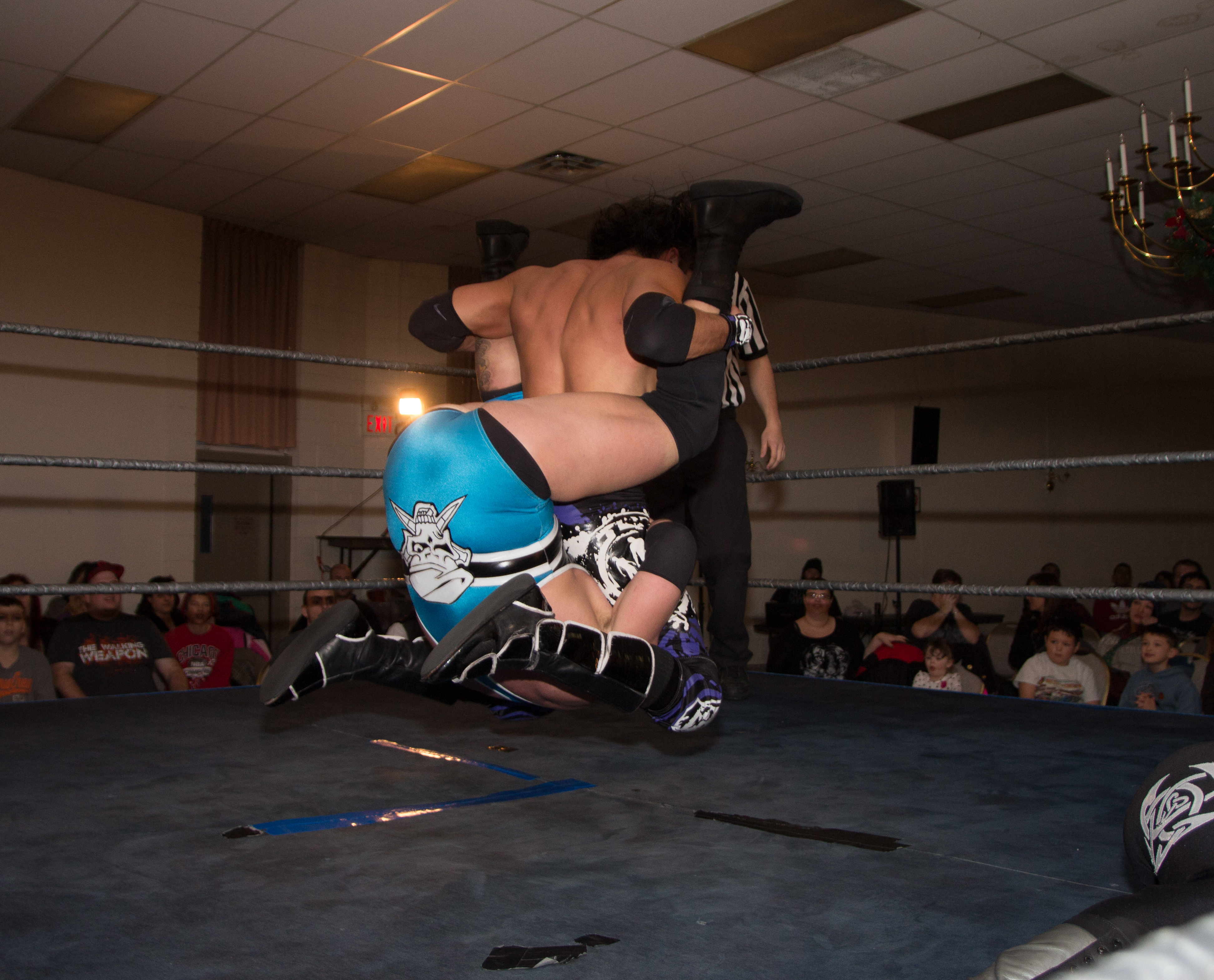
Barreta executing a cradle back-to-belly piledriver

  - Cradle belly-to-back piledriver[30][31] – 2013
  - Dudebuster DDT(FCW)/ Barretta DDT (WWE) / Plazma DDT (NYWC)(Springboard tornado DDT)
  - Gobstopper (Running high knee)[32]
- Movimientos de firma
  - Cannonball[33]
  - Diving corkscrew back elbow smash
  - Diving corkscrew leg lariat
  - Diving corkscrew senton
  - Double foot stomp desde la esquina[34]
  - Dropkick,[35] sometimes while springboarding[36][37][38]
  - Enzuigiri[39][40]
  - Frankensteiner,[37] a veces desde la tercera cuerda[41]
  - Jumping forearm smash[39]
  - Jumping high knee a un oponente arrinconado[42]
  - Knife-edge chop[32]
  - Leg drop desde la segunda cuerda[39]
  - Slingshot elbow drop[43]
  - Somersault plancha[33][44]
  - Snap DDT en el borde del ring[45]
  - Springboard back elbow smash to a cornered opponent[37]
  - Springboard moonsault[37][46]
  - Sunsetflip powerbomb[32]
  - Super suplex[47]

## Campeonatos y logros
- All Elite Wrestling
  - Dynamite Award (1 vez)
    - Hardest Moment to Clean Up After (2021) - (Best Friends vs Santana & Ortiz) - Dynamite (September 16)

- Empire State Wrestling
  - Ilio DiPaolo Memorial Cup (2013)[48]

- Florida Championship Wrestling
  - FCW Florida Tag Team Championship (2 veces) - con Caylen Croft (1) y Caylen Croft & Curt Hawkins (1)

- Full Impact Pro
  - FIP World Heavyweight Championship (1 vez)[13]

- New Japan Pro-Wrestling
  - IWGP Junior Heavyweight Tag Team Championship (4 veces) – con Rocky Romero (4)
  - NEVER Openweight 6-Man Tag Team Championship (1 vez) – con Tomohiro Ishii & Toru Yano (1)
  - Super Junior Tag Tournament (2016) – con Rocky Romero

- New York Wrestling Connection
  - NYWC Heavyweight Championship (1 vez)
  - NYWC Tag Team Championship (1 vez) - con Maverick
  - NYWC Hi-Fi Championship (3 veces)

- Pro Wrestling Guerrilla
  - Dynamite Duumvirate Tag Team Title Tournament (2014) – con Chuck Taylor[18]

- Westside Xtreme Wrestling
  - wXw World Tag Team Championship (1 vez) – con Matt Striker[20]

- Pro Wrestling Illustrated
  - Situado en el Nº483 en los PWI 500 de 2008[49]
  - Situado en el Nº451 en los PWI 500 de 2009[50]
  - Situado en el Nº154 en los PWI 500 de 2010[51]
  - Situado en el Nº172 en los PWI 500 de 2011[52]
  - Situado en el Nº221 en los PWI 500 de 2012[53]
  - Situado en el Nº287 en los PWI 500 de 2013[54]
  - Situado en el Nº200 en los PWI 500 de 2014[55]
  - Situado en el Nº105 en los PWI 500 de 2015[56]
  - Situado en el Nº107 en los PWI 500 de 2016[57]
  - Situado en el Nº91 en los PWI 500 de 2017[58]

- Wrestling Observer Newsletter
  - Lucha 5 estrellas (2020) con Chuck Taylor vs. Proud and Powerful (Ortiz & Santana) en Dynamite el 16 de septiembre